# Кино-Хилл
Кино-Хилл (англ. Keno City) — небольшое поселение без муниципального статуса на канадской территории Юкон. Кино-Хилл был одним из центров добычи серебра в начале XX века, который опустел с закрытием шахт. Поселение является отдельной переписной единицей на территории Юкона. По данным переписи населения Канады 2006 года в посёлке на площади 53,87 км² проживало 15 человек, что на 25 % меньше, чем в 2001 году.

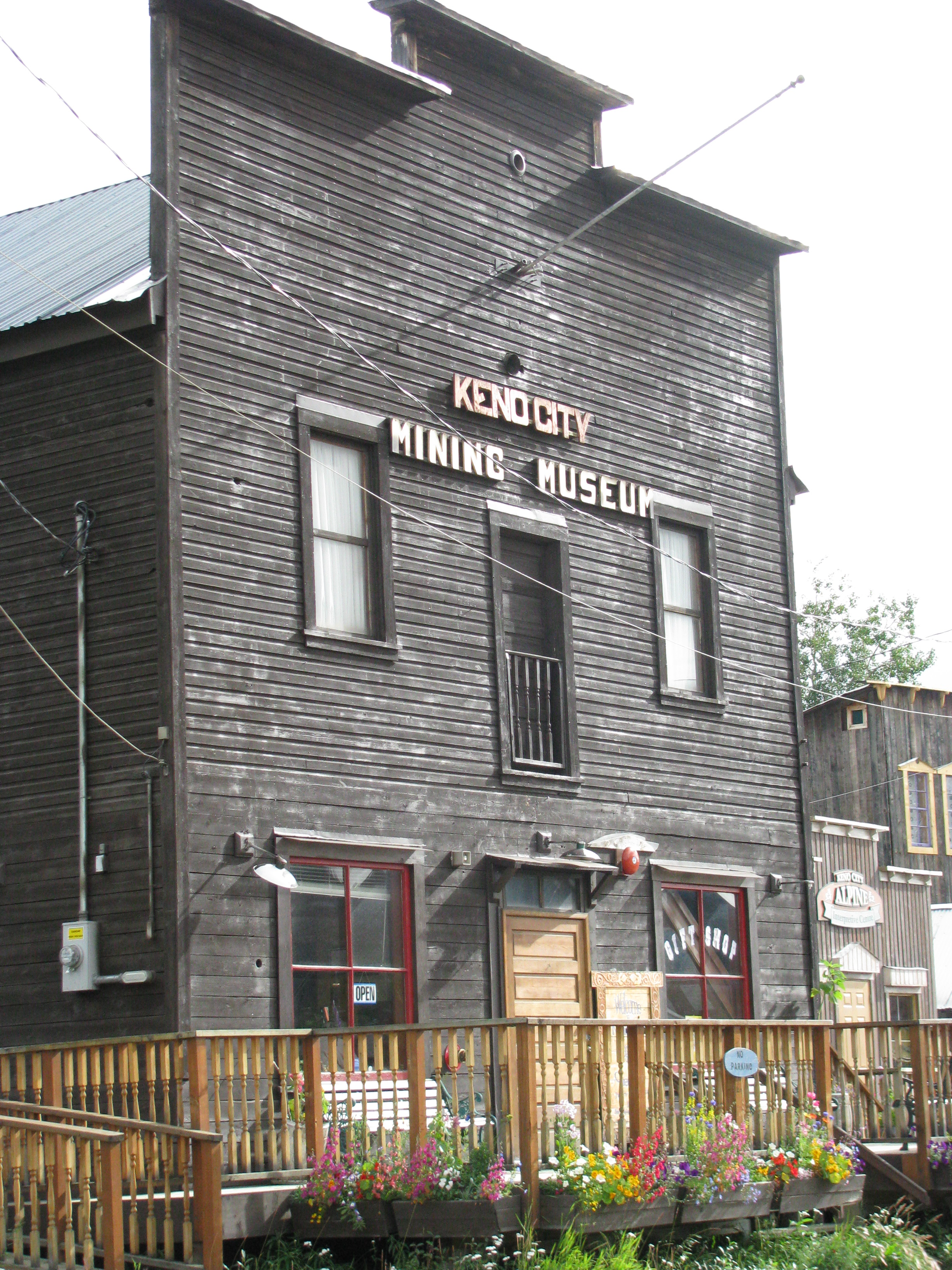
Музей в Кино-Хилл

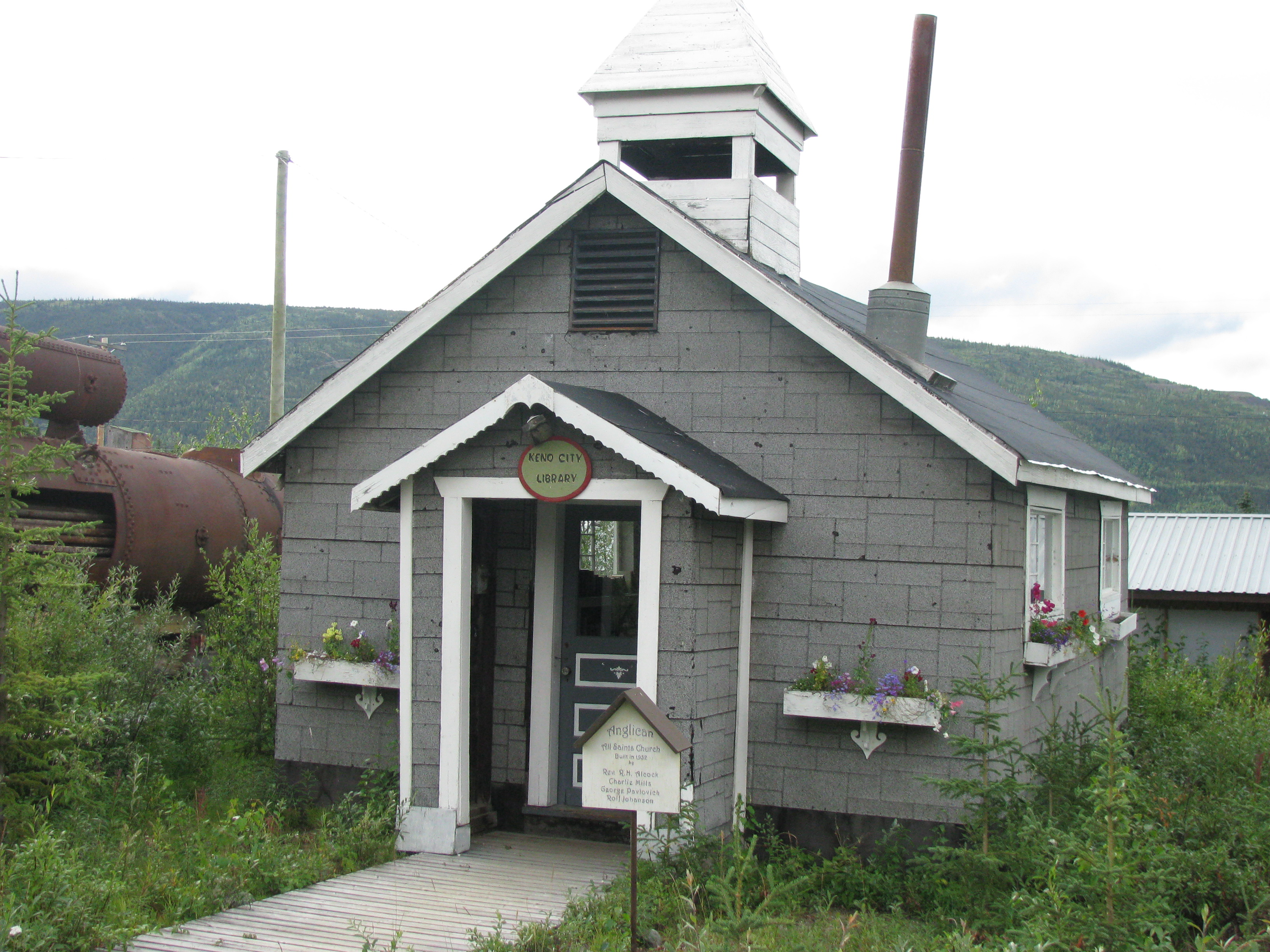
Англиканская церковь (в настоящее время — библиотека) в Кино-Хилл.

Город расположен на миле 69,1 Серебряный маршрут, шоссе 11 Юкон. Неподалёку находятся полузаброшенные или заброшенные поселения Элса и Мейо. Небольшая рассыпное месторождение находится за городом Кено, поэтому и сегодня происходит активное нарушение грунта в результате продолжающейся добычи. Некоторые специалисты считают, что в при применении нового метода добычи Alexco разрушение почвы будет менее выраженным. Однако, проблема заключается не в количестве извлекаемой руды, а в размещении промышленного объекта (дробилки/мельницы/хвостохранилища) рядом с населённым пунктом.

## История
Свое название город Кено получил в честь азартной игры Кено, популярной в шахтерских лагерях на рубеже 20-го века. 
В городе находятся несколько туристических достопримечательностей, такие как Музей горного дела с обширной коллекцией, посвященной истории горного дела в Юконе с начала 1900-х годов до настоящего времени. Указатель на вершине холма Кено, показывающий расстояния до разных городов мира.
Сохранился колесный пароход SS Keno Британской навигационной компании "Юкон". Он находится в городе Доусон и охраняется как Национальный исторический объект.
Канадский фольк-певец Ким Барлоу посвятил свой альбом "Luckyburden" 2004 года городу Кено. Два трека из альбома были записаны в прямом эфире в закусочной города.
Певица и автор песен из Уайтхорса Меган Хэддок упоминает Кено-Сити в своей песне 2015 года "Small Town".

## Добыча руды
В связи с тем, что предыдущие владельцы оставили свое имущество, и в связи с возрастающим воздействием на окружающую среду, попадания  металлических примесей в воду из шахтных штолен, в 2006 году федеральное правительство решением Верховного суда продало  активы United Keno Hill дочерней фирме ванкуверской горнодобывающей компании Alexco Resource Corp. за 410 000 долларов. Теперь Alexco стала 100% владельцем серебряного района Юкон-Кено-Хилл (23 350 гектаров, на которых расположены 35 ранее добывающих шахт, собственный частный город Эльза и инфраструктура). При этом компания обязалась остановить деградацию окружающей среды и очистить ее от последствий прошлых воздействий. Благодаря этой сделке Alexco также стала единственным подрядчиком правительства Канады, ответственным за очистку окружающей среды, оставленной прежней горнодобывающей деятельностью.
В 2009 году Alexco решила возобновить добычу серебра в этом районе. Некоторые из 15 жителей города Кено выступили против предложения Alexco построить дробилку/мельницу и  конечное хранилище менее чем в километре от их домов в городе Кено. Руда исторически перерабатывалась в Эльзе, которая находится примерно в 13 км от города Кено. Компании было рекомендовано продолжить данную практику в соответствии с условиями и положениями назначенными расположенным в Мейо офисом Совета по социально-экономической оценке Юкона (YESAB). Министерство энергетики, шахт и ресурсов Юкона (EMR) выдало лицензию на добычу кварца в ноябре 2009 года. В то же время как часть жителей Кено продолжают выступать против расположения мельницы, проект получил поддержку от индейского племени Начо Ньяк Дун (Nacho Nyak Dun) и жителей Мейо, живущих в 60 км от завода. 